# Cibotopteryx rehni
Cibotopteryx rehni är en insektsart som beskrevs av Bolívar, I. 1909. Cibotopteryx rehni ingår i släktet Cibotopteryx och familjen Romaleidae. Inga underarter finns listade i Catalogue of Life.